# Vought OS2U Kingfisher
El Vought OS2U Kingfisher (Martín pescador) era un hidroavión biplaza embarcado de observación fabricado por la empresa estadounidense Vought a finales de la década de 1930. Era un monoplano compacto de ala media, con un gran flotador central y pequeños flotadores estabilizadores. El rendimiento fue modesto debido a su motor de baja potencia. El OS2U también podría operar en un tren de aterrizaje fijo, con ruedas y patín de cola.
El OS2U fue el principal hidroavión de observación embarcado utilizado por la Armada de los Estados Unidos durante la II Guerra Mundial; con una producción de 1519 aviones, sirvió en acorazados y cruceros de la US Navy, con el Cuerpo de Marines de los Estados Unidos en el Tercer Escuadrón de Exploración Marina (VMS-3), con la Guardia Costera de Estados Unidos en estaciones costeras, con la Fleet Air Arm británica, y con la Armada soviética; la Real Fuerza Aérea Australiana también operó algunos Kingfisher desde bases en tierra, así como varias fuerzas aéreas menores. Logró mantenerse en servicio durante gran parte de la Segunda Guerra Mundial, hasta su reemplazo por el Curtiss SC Seahawk.

## Desarrollo e historia

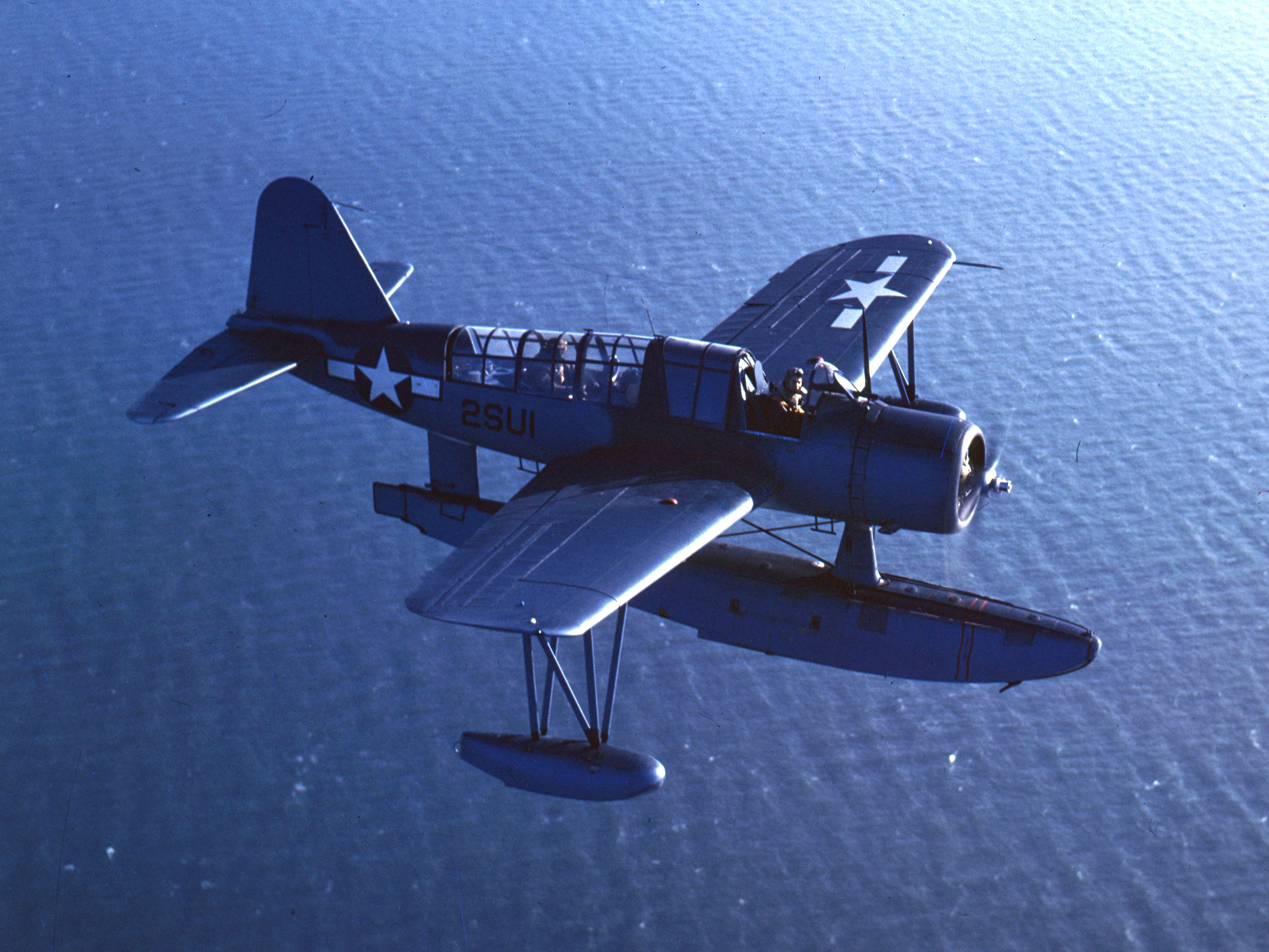
Vought OS2U Kingfisher en vuelo (ca. 1944)

El diseñador jefe de la compañía Vought, Rex Beisel realizó el diseño del Kingfisher, pensando en una aeronave que remplazara a los biplanos Vought O3U/SU Corsair que se utilizaban hasta ese entonces en las tareas de observación por la Marina de los EE. UU. adecuado para muchas tareas, incluida el reglaje de tiro de los acorazados. El Vought VS-310 Kingfisher incorporaba innovadoras técnicas constructivas como la soldadura por puntos , un proceso que Vought y la Naval Aircraft Factory desarrollaron conjuntamente para crear un fuselaje suave que resistía el pandeo y generaba menos arrastre. En cuanto a las alas, Beisel también introdujo dispositivos hipersustentadores, spoilers y, en una disposición única, flaps de placa deflectora y alerones colgantes ubicados en el borde de fuga del ala que se desplegaban para aumentar la inclinación del ala y así crear sustentación adicional. La evaluación del diseño llevó a la US Navy a firmar un contrato para la construcción de un prototipo, al que se decidió equipar con un motor Pratt & Whitney R-985-4 de 450 hp (336 kW).
Para las misiones de combate, el avión estaba armado una ametralladora Browning M1919 cal. 7,62 mm montada debajo y a estribor de la cabina disparando entre las culatas de los cilindros del motor, mientras que el operador de radio/artillero manejaba otra ametralladora cal. 7,62 mm (o un par) en una montura articulada de anillo Scarff . El avión también podría llevar 295 kg de bombas o dos cargas de profundidad de 147 kg; además, el Kingfisher, como fue designado, sirvió como entrenador tanto como hidroavión o en configuración terrestre.
Este aparato realizó su primer vuelo, con tren de ruedas, en marzo de 1938 y con el previsto tren de flotadores el 19 de mayo de ese mismo año. Las pruebas oficiales resultaron satisfactorias, por lo que se realizó un primer pedido de producción por el designado OS2U-1 Kingfisher. Cuando este modelo entró en servicio, a partir de agosto de 1940, no solo fue el primer monoplano catapultable de observación y descubierta naval embarcado en las unidades mayores de la flota, sino que además, en servicio con los escuadrones de patrulla basados en tierra de la US Navy desempeñó también tareas importantes en cometidos antisubmarinos y de salvamento marítimo. Este modelo fue también utilizado por la Royal Navy británica que recibió 100 unidades; designados Kingfisher Mk I, sirvieron como aviones catapultables de reconocimiento y como entrenadores. Se suministraron algunos ejemplares a Chile,  (15), Cuba (4), República Dominicana (3) y Uruguay (6). 24 aparatos que se encontraban en camino solicitados por la fuerza aérea de las Indias Orientales Neerlandesas fueron retenidos en Australia al ser esos territorios ocupados por los japoneses; 18 de dichos aviones fueron utilizados por las Reales Fuerzas Aéreas de Australia. Fue reemplazado del servicio en la US Navy por el Curtiss SC Seahawk a partir de 1944.

## Historial operativo

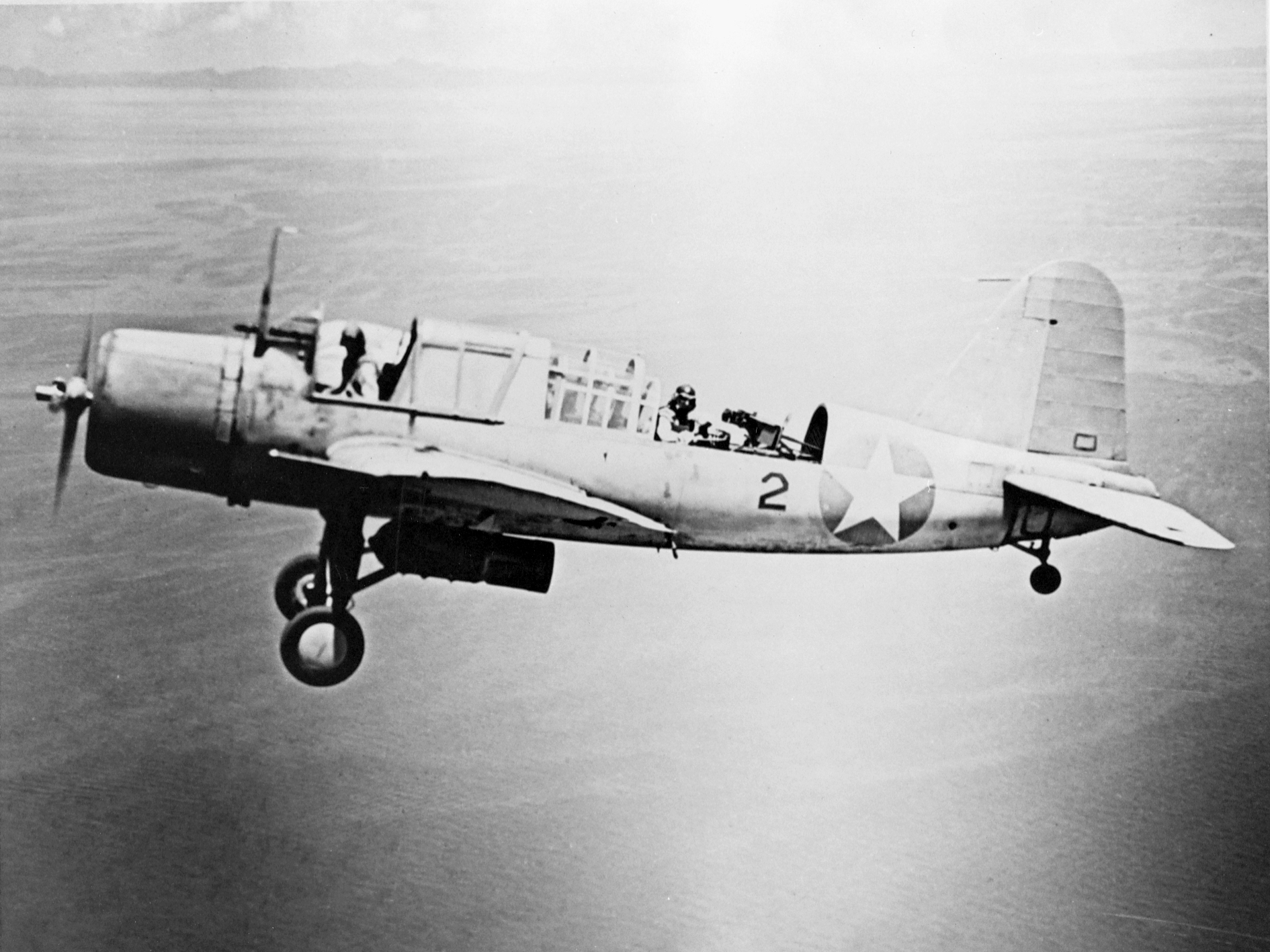
OS2U-3 de la US Navy de patrulla sobre el Caribe en 1942. Nótese la carga de profundidad debajo del fuselaje

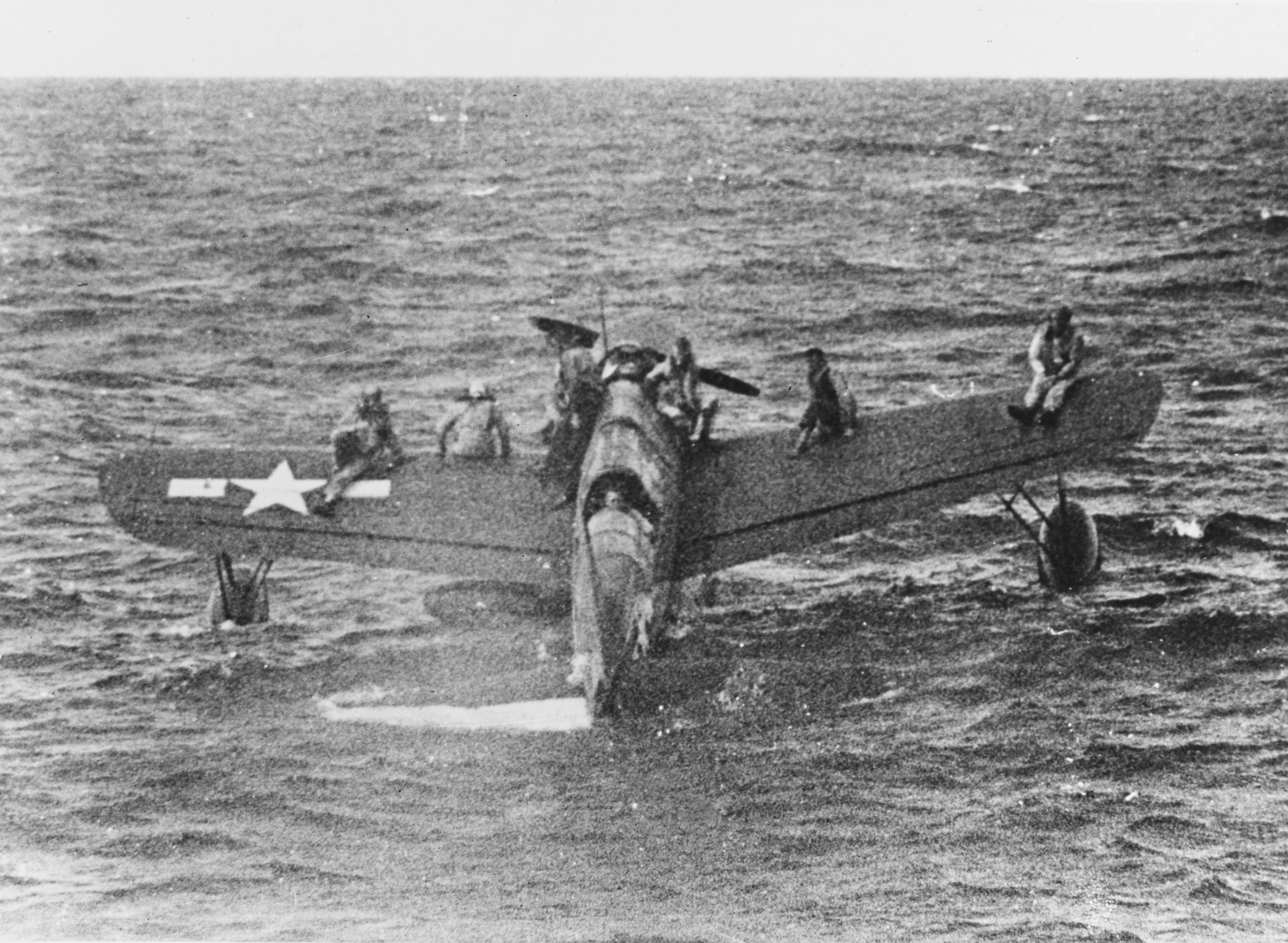
Aviadores estadounidenses derribados cerca de Truk esperan ser rescatados en las alas de un OS2U Kingfisher

Los primeros 54 Kingfisher fueron entregados a la Armada de los EE. UU. a partir de agosto de 1940 y seis habían sido asignados a la Fuerza de Batalla con sede en Pearl Harbor antes de finales del mismo año. Muchos de los siguientes 158 OS2U-2 se destinaron al entrenamiento de vuelo en la Estación Aeronaval de Pensacola, Florida; de ellos, 53 fueron asignados para equipar los Escuadrones de Patrulla Costera recientemente establecidos, con base en la Naval Air Station Jacksonville, Florida. En 1942, se establecieron nueve escuadrones de patrulla costera más, todos equipados exclusivamente con OS2N-1 construidos por la Naval Aircraft Factory.
El Kingfisher fue ampliamente utilizado como un avión de exploración lanzado con catapulta a bordo de acorazados, cruceros pesados y cruceros ligeros de la Armada de los EE . Dos ejemplos que muestran las capacidades de rescate del avión incluyen la recuperación del as de la Primera Guerra Mundial Eddie Rickenbacker y su tripulación del Pacífico en noviembre de 1942 y el uso único del avión por parte del teniente John A. Burns de la dotación del acorazado USS North Carolina (BB-55) el 30 de abril de 1944 para llevar —de manera poco usual— a los aviadores rescatados de la Chuuk Lagoon al submarino USS Tang (SS-306) , que en esa fecha cumplía labores de rescate cerca del atolón. En total, el teniente. Burns rescató a 10 sobrevivientes en dos viajes y fue galardonado con la Navy Cross por sus esfuerzos.
La Guardia Costera de Estados Unidos también recibió 76 OS2U-3 Kingfisher a partir de 1942, con los que participaron en funciones de guerra antisubmarina, reconocimiento y búsqueda y rescate. A ningún OS2U-3 de la Coast Guard se le atribuye el hundimiento de submarinos enemigos, sin embargo, lograron rescatar a los tripulantes de numerosos barcos hundidos por torpedos enemigos. La Guardia Costera operó sus Kingfisher hasta octubre de 1944.
Las Reales Fuerzas Aéreas de Australia recibieron 18 Kingfisher de un lote de aviones encargados por el gobierno de las Indias Orientales Neerlandesas que se desviaron a Australia en 1942. Inicialmente se utilizaron como aviones de entrenamiento para pilotos destinados a hidroaviones, pero en 1943 se utilizaron para equipar el Squadron No. 107. RAAF , que llevó a cabo tareas de escolta de convoyes hasta que se disolvió en octubre de 1945. Se utilizó un Kingfisher en apoyo de la Australian National Antarctic Research Expedition en 1947-1948.
A lo largo de su servicio en la Armada de los EE. UU., el OS2U e incluso su predecesor, el Curtiss SOC Seagull sirvieron mucho más tiempo de lo planeado, ya que las pobres prestaciones de vuelo y un deficiente historial de mantenimiento provocaron que el sucesor planeado, el Curtiss SO3C Seamew fuera retirado de las unidades de primera línea de la Armada en 1944. El OS2U fue siendo lentamente reemplazado en las últimas etapas de la II Guerra Mundial con la introducción del Curtiss SC Seahawk, cuyos primeros ejemplares llegaron a la US Navy en octubre de 1944.

### Chile
La Fuerza Aérea de Chile utilizó 15 de estas aeronaves, las cuales fueron operadas desde la Base Aérea de Quintero, entre 1942 y 1957.
El mayor logro de este avión en la historia aeronáutica chilena, consistió en ser la primera aeronave chilena en sobrevolar la Antártida, dentro de la Primera expedición antártica chilena. El 15 de febrero de 1947 el Kingfisher N.º 308, pilotado por el Teniente Primero Arturo Parodi Alister y llevando como observador al Comandante de Escuadrilla Enrique Byers del Campo, sobrevoló la Isla Decepción durante 30 minutos en actividades de reconocimiento y fotografía aérea. Estaba embarcado en el transporte “Angamos” de la Armada Nacional, formando parte de la expedición destinada a instalar la primera base permanente chilena en la Antártica, bautizada inicialmente “Estación Naval Soberanía”, actualmente “Base Naval Capitán Arturo Prat”.

## Variantes
- XOS2U-1

Prototipo original con un motor Pratt & Whitney R-985-4
- OS2U-1

Primera versión de producción propulsado por un motor Pratt & Whitney R-985-48 de 450 hp (340 kW); 54 unidades
- OS2U-2

Versión de producción; introducía cambios de equipo y el motor R-985-50 de la misma potencia que el anterior; 158 unidades
- OS2U-3

Principal versión de producción; con depósitos de combustible autosellantes, blindajes, dos ametralladoras (frontal y dorsal), capaz de cargar 147 kg de cargas de profundidad o bombas convencionales de 45 kg. Motor Pratt & Whitney R-985-AN2 de 340 kW; 1006 unidades
- XOS2U-4

Prototipo convertido de un OS2U-2 con alas de menor cuerda y otras revisiones. Se modificaron dos aparatos solamente
- OS2N-1

OS2U-3 producidos por la Naval Aircraft Factory, propulsados con el Pratt & Whitney R-985-AN2 o R-985-AN8; 300 unidades

## Especificaciones técnicas (OS2U-3)
Referencia datos: Enciclopedia Ilustrada de la Aviación Vol. 12. pág. 3074

### Características generales
- Tripulación: 2 (piloto y observador/artillero)
- Longitud: 10,2 m (33,6 ft)
- Envergadura: 10,9 m (35,9 ft)
- Altura: 4,5 m (14,7 ft)
- Superficie alar: 24,3 m² (261,9 ft²)
- Perfil alar: Raíz: NACA 23015; tipo: NACA 23009
- Peso vacío: 1513 kg (3334,7 lb)
- Peso cargado: 2259 kg (4978,8 lb)
- Peso máximo al despegue: 2722 kg (5999,3 lb)
- Planta motriz: 1× Motor radial de 9 cilindros refrigerado por aire Pratt & Whitney R-985-AN-2.
  - Potencia: 340 kW (469 HP; 462 CV)
- Hélices: Bipala de velocidad constante Hamilton Standard

### Rendimiento
- Velocidad nunca excedida (Vne): 275 km/h (171 MPH; 148 kt)
- Velocidad crucero (Vc): 245 km/h (152 MPH; 132 kt)
- Alcance: 1461 km (789 nmi; 908 mi)
- Techo de vuelo: 5500 m (18 045 ft)
- Régimen de ascenso: 4,9 m/s (965 ft/min)
- Carga alar: 93 kg/m² (19 lb/ft²)

### Armamento
- Ametralladoras: 2× Browning, AN/M2 cal. 7,62 mm
- Puntos de anclaje: 2 subalares para cargar una combinación de:  
  - Bombas: hasta 295 kg
  - Otros: 2 cargas de profundidad de 147 kg

### Aeronaves similares
- Arado Ar 196B
- Berliner-Joyce OJ
- Curtiss SOC Seagull
- Curtiss SO3C Seamew
- Curtiss SC Seahawk
- Edo OSE
- IMAM Ro.43
- Mitsubishi F1M
- Nakajima E8N

### Secuencias de designación
- Secuencia OS_N (Aviones de Observación/Exploración de la Armada estadounidense, 1935-1945 (Naval Aircraft Factory, 1922-1962)): OSN - OS2N
- Secuencia OS_U (Aviones de Observación/Exploración de la Armada estadounidense, 1935-1945 (Vought, 1922-1962)): OSU - OS2U

### Listas relacionadas
- Anexo:Aeronaves militares de los Estados Unidos (navales)